# Songs of Leonard Cohen
Songs Of Leonard Cohen fou el primer àlbum del cantant canadenc Leonard Cohen editat el 1967 i va marcar l'inici de la seva carrera musical quan feia més de deu anys que era conegut pels seus poemes. Molts dels seus poemes foren la base per compondre les cançons del disc.
El cercapromeses John H. Hammond va persuadir Cohen per convertir-se en cantautor i el va fer firmar pels estudis Columbia. També havia de ser ell el productor de l'àlbum, però fou substituït per John Simon, per raons de salut.
La col·laboració amb Simon va anar molt bé, cantant i productor estaven sempre d'acord, però van tenir un únic desacord amb la peça Suzanne: Simon volia acompanyar-la amb forts fragments sincopats de piano i de bateria, mentre que Cohen no volia la bateria a cap fragment de la cançó. El desembre de 1967 John Simon va marxar de vacances i va deixar Cohen sol per acabar les mescles de l'àlbum amb llibertat per fer el que volgués.
Quan es va posar a la venda va tenir un èxit modest als Estats Units, només va arribar al número 83 del Billboard, mentre que a Europa va tenir més èxit i va arribar al número 13 a la Gran Bretanya.
Cohen en aquest àlbum es mostra com un cantant folk però que no té interès pel contingut polític i social, sinó que li interessa més cantar els elements quotidians de la vida, amb especial atenció al sexe, l'amor, la solitud... En general és un àlbum molt poètic i obscur per arribar a tenir un gran èxit comercial. El 1989 va sortir una versió remasteritzada a Europa, mentre que als Estats Units en va sortir una el 2007 que inclou material addicional.

## Peces destacades
- Suzanne[3] és una oda a Suzanne Verdal, l'esposa de l'escultor quebequès Armand Vaillancourt i amiga personal de Cohen. La dona és descrita com a "mig boja" amb qui "es pot passar una nit sencera" i "amb qui voldria viatjar". Contràriament a certes creences, la peça no fa referència a qui va ser la companya de Leonard Cohen durant els anys 1970, Suzanne Elrod. La segona estrofa conté una discussió poc convencional sobre Jesús, que es va retirar almenys en una segona versió. Aquesta estrofa fa referència a la figura de Jesús que hi ha al damunt de l'església de Notre-Dame-de-Bon-Secours, l'església dels mariners de Montréal que està al costat del port.
- Sisters of Mercy[4] és una cançó que descriu dues dones molt hospitalàries que no se sap si són monges, prostitutes o les dues coses d'Edmonton, amb qui el protagonista de la cançó té un afer en un hotel, una relació d'amor autèntic.
- So Long, Marianne fa referència a Marianne Jensen, que va ser la dona de l'escriptor escandinau i amic de Cohen Axel Jensen. Cohen va viure amb ella després que se separés de l'escriptor.

## Llista de temes
1. Suzanne
2. Master Song
3. Winter Lady
4. The Stranger Song
5. Sisters of Mercy
6. So Long, Marianne
7. Hey, That's No Way to Say Goodbye
8. Stories of the Street
9. Teachers
10. One of Us Cannot Be Wrong